# Halfdan Haraldsson el Blanco
Halfdan Haraldsson apodado Halfdan el Blanco (nórdico antiguo: Hálfdan hvíti)
(878 - 915) fue un caudillo vikingo, hijo de Harald I de Noruega y su primera esposa Åsa Håkonsdatter, hija del jarl de Lade Håkon Grjotgardsson. Harald I es considerado como el monarca que obtuvo la unificación de Noruega o, al menos, la mayor parte del territorio noruego. Su padre le concedió el gobierno del reino de Trøndelag que compartió con su hermano Halfdan el Negro.